# Kaspars Ozoliņš
Kaspars Ozoliņš (ur. 7 stycznia 1968 w Rydze) – łotewski dyplomata, ambasador w Czechach i w Chorwacji. 

## Życiorys
W latach 1986–1993 studiował historię na Wydziale Historii i Filozofii Łotewskiego Uniwersytetu Państwowego/Uniwersytetu Łotewskiego. W 1996 uzyskał stopień magistra nauk historycznych. Doświadczenie zdobywał również kształcąc się w dziedzinie studiów bezpieczeństwa w Centrum George Marshalla w Niemczech oraz w Sztokholmskim Międzynarodowym Instytucie Badania Bezpieczeństwa (SIPRI). 
Karierę zawodową zaczął w Centralnej Bibliotece Ryskiej (1990–1994), następnie podjął pracę w Ministerstwie Spraw Zagranicznych: jako główny specjalista i starszy referent w Wydziale Organizacji Międzynarodowych (1994–1995), starszy referent w Departamencie Bezpieczeństwa (1995–1998) – przez pewien okres kierował tym departamentem. W latach 1998–2001 był I sekretarzem w ambasadzie Łotwy w Królestwie Szwecji. Po powrocie do kraju stał na czele Wydziału Rosji i Państw WNP w II Departamencie Politycznym MSZ (2001–2004), następnie pracował jako radca w ambasadzie łotewskiej w USA (2004–2006). Od 2006 do 2010 kierował Departamentem Bezpieczeństwa Ministerstwa Spraw Zagranicznych. 
27 sierpnia 2010 objął funkcję ambasadora w Czechach. 25 listopada 2010 prezydent Zatlers wręczył mu listy uwierzytelniające jako nowemu ambasadorowi w Chorwacji.